# Lijst van personen overleden in maart 2025
Dit is een lijst van bekende personen die zijn overleden in maart 2025.

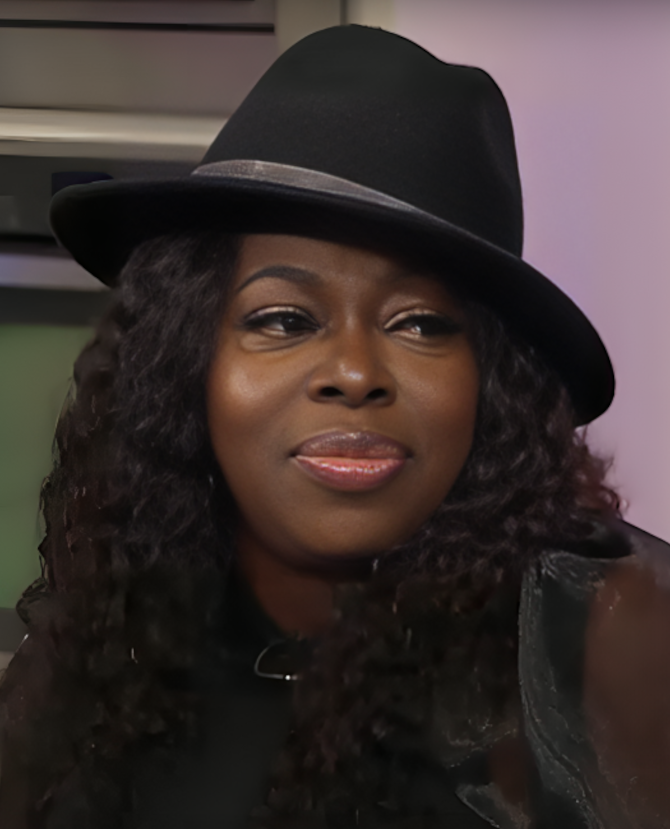
Angie Stone
1 maart

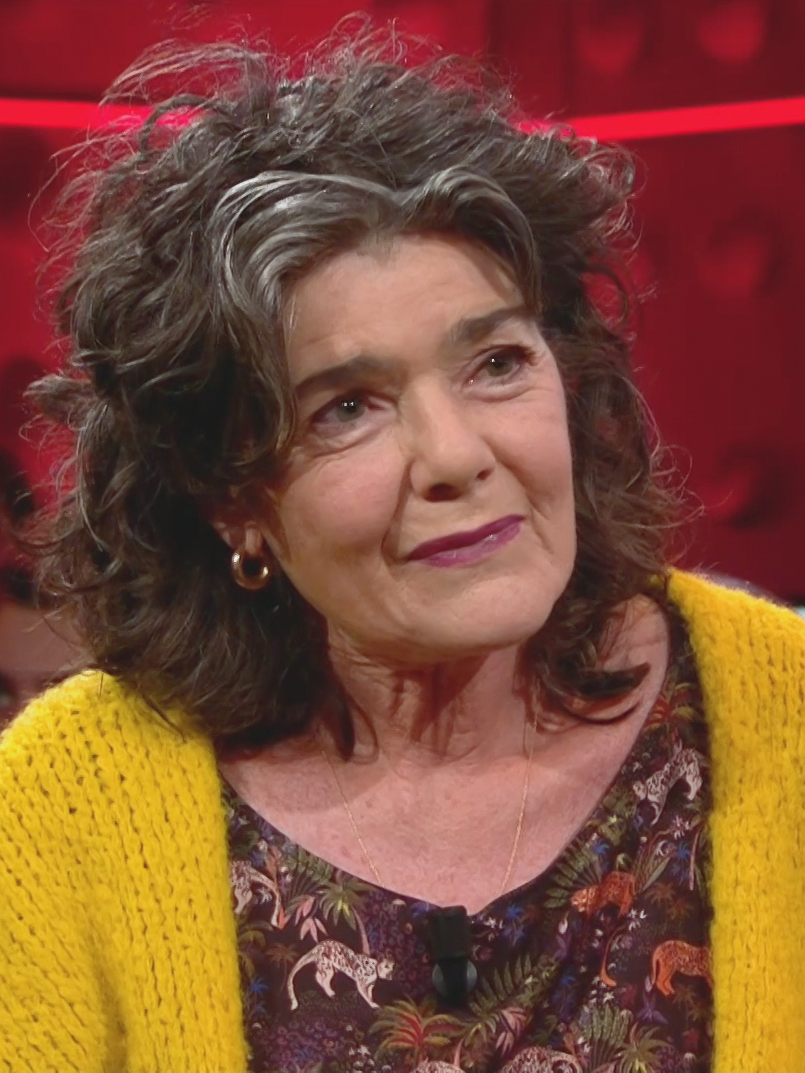
Dieuwertje Blok
2 maart

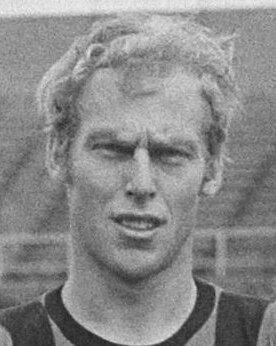
Jos Dijkstra
2 maart

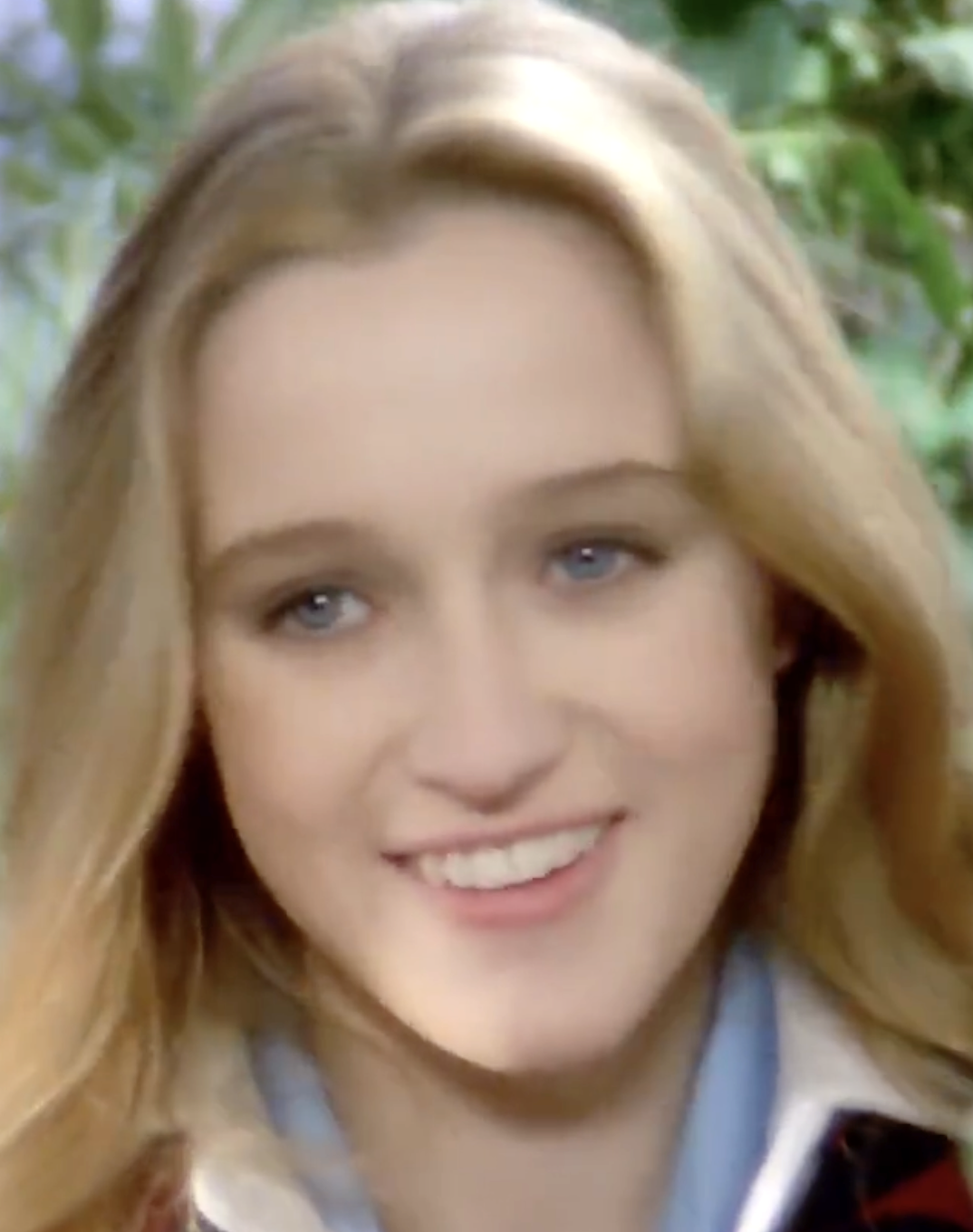
Eleonora Giorgi
3 maart

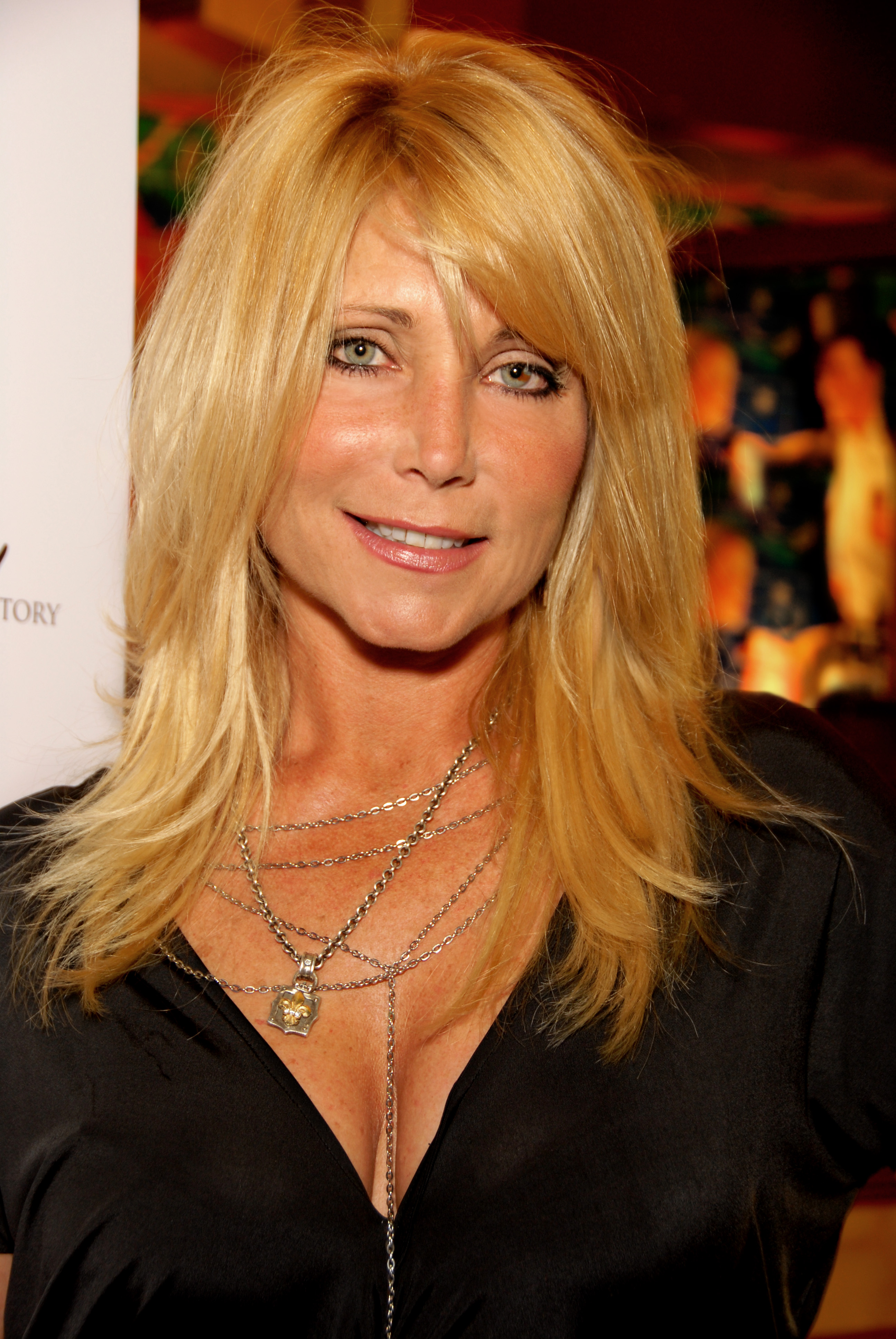
Pamela Bach
5 maart

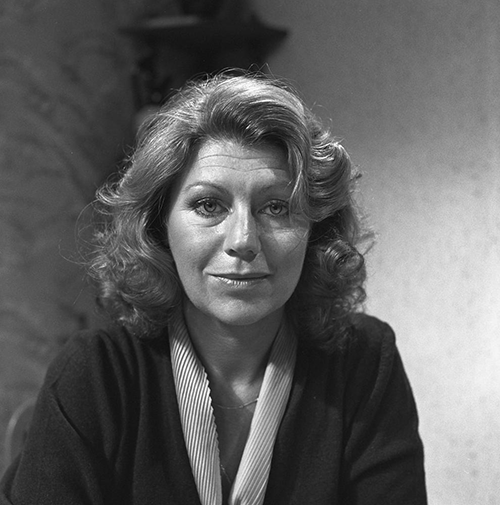
Brûni Heinke
7 maart

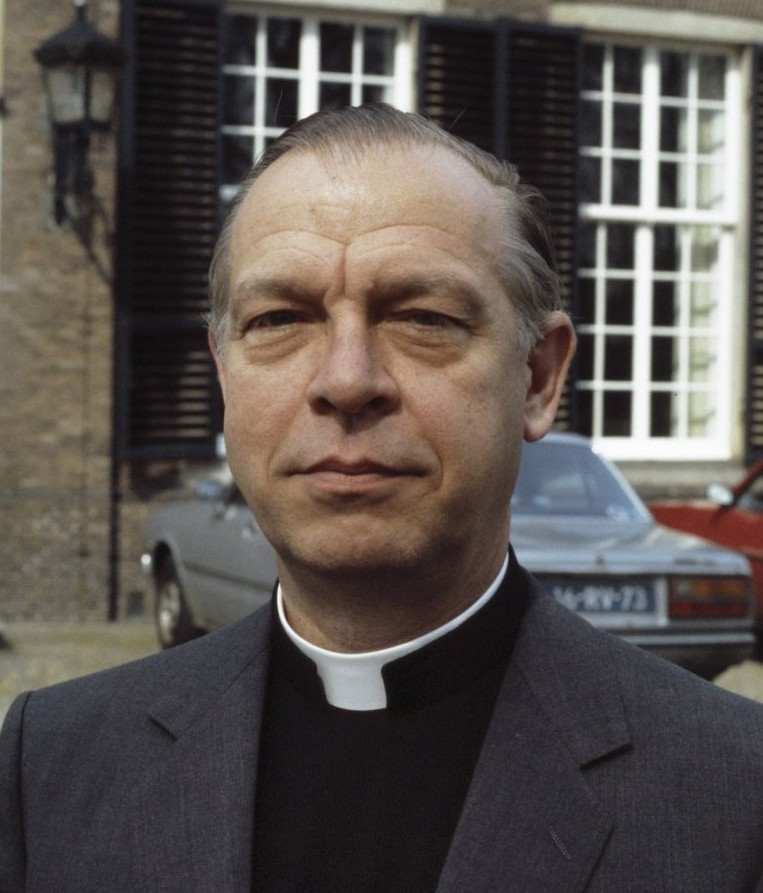
Philippe Bär
8 maart

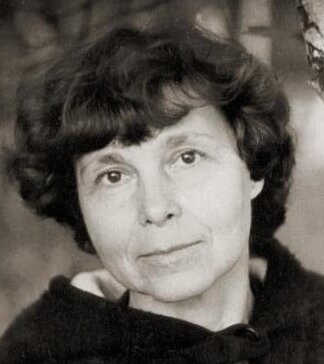
Sofia Goebaidoelina
13 maart

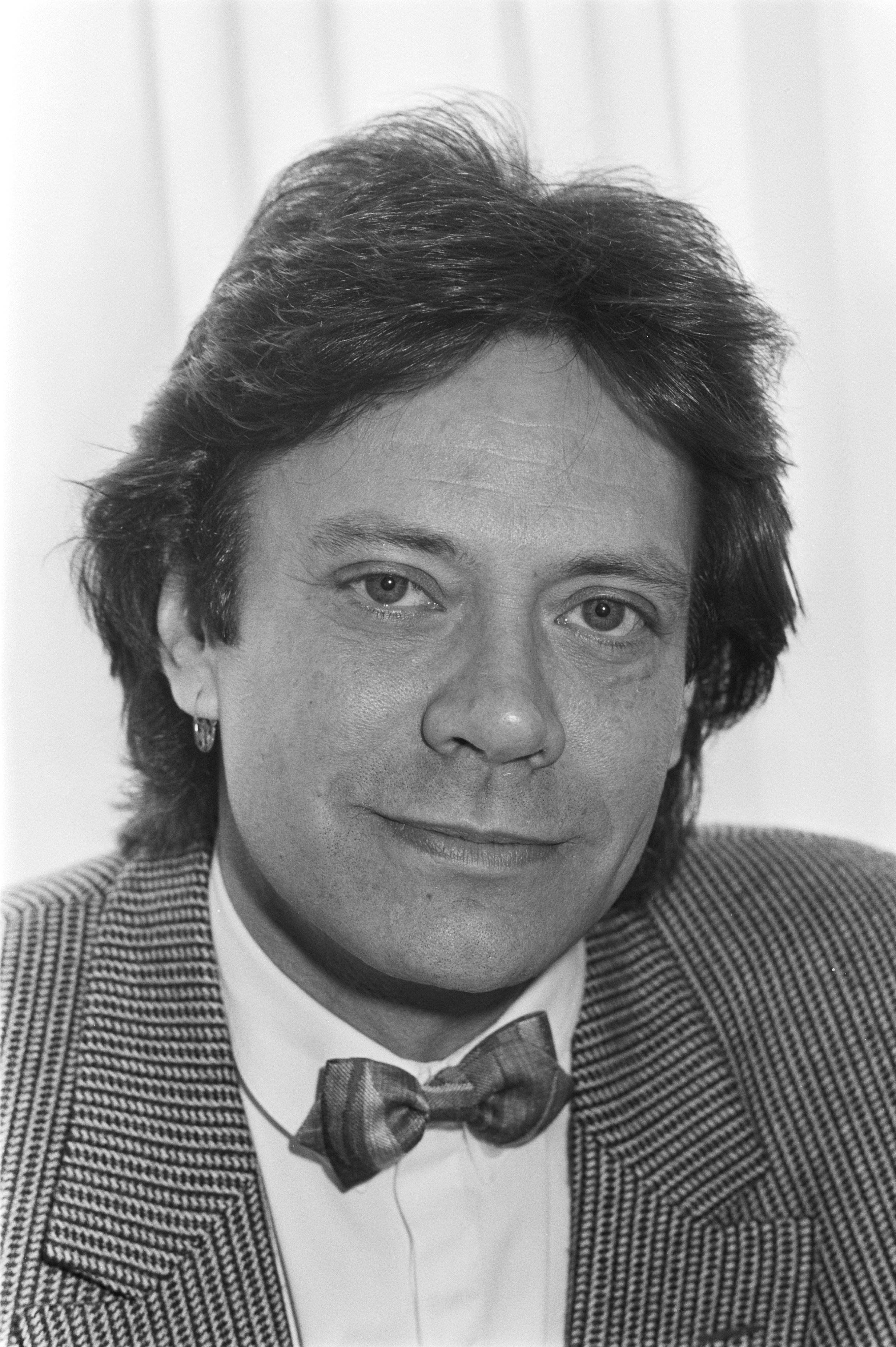
Rob de Nijs
16 maart

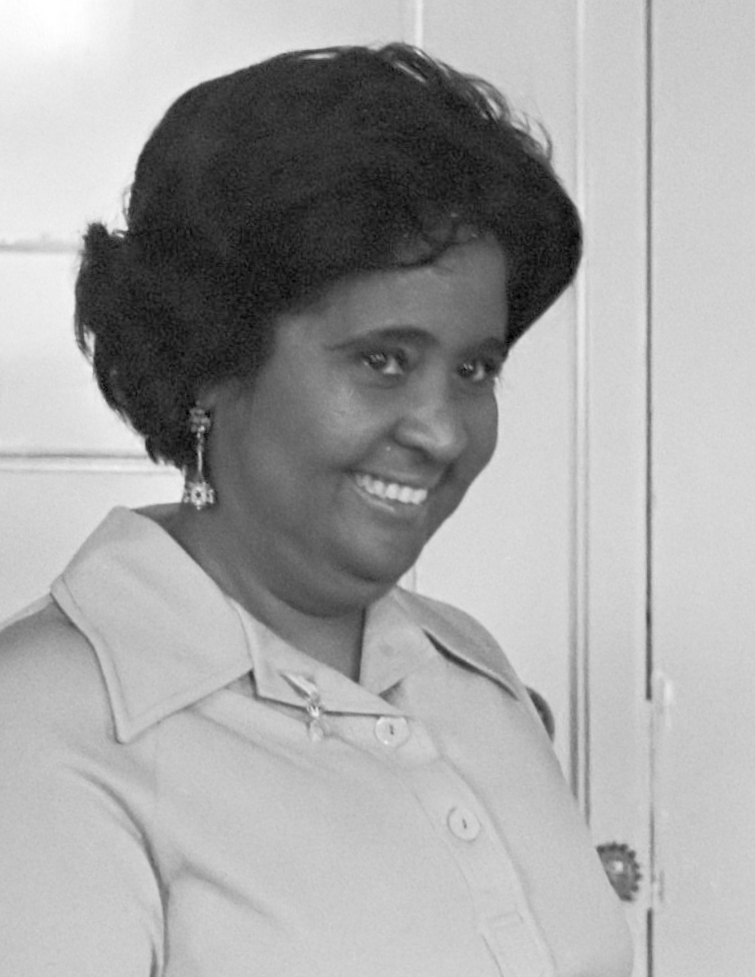
Sonia Garmers
18 maart

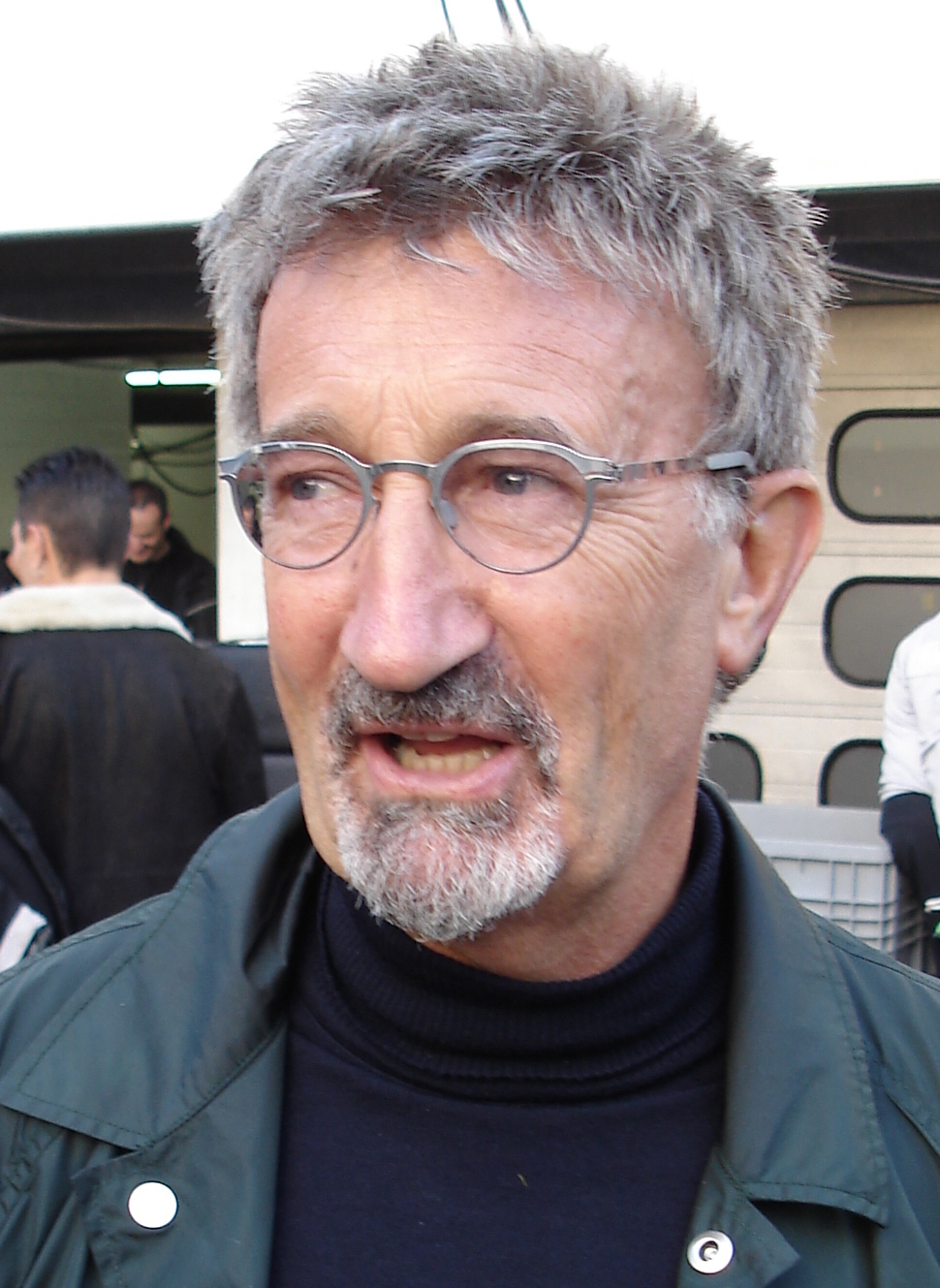
Eddie Jordan
20 maart

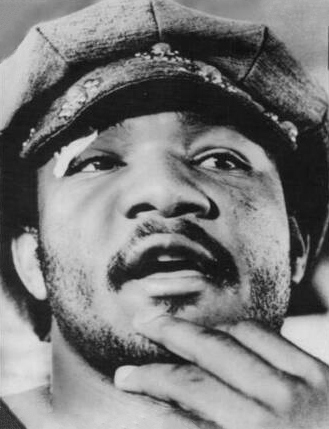
George Foreman
21 maart

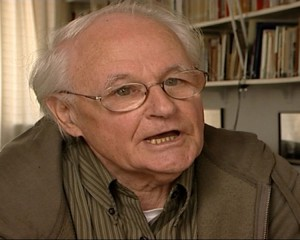
Dick Verkijk
26 maart

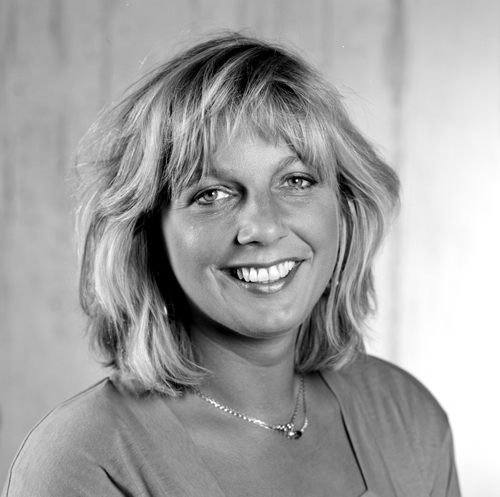
Loretta Schrijver
27 maart

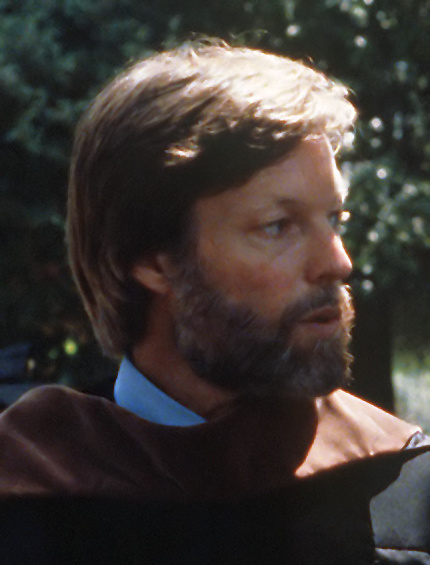
Richard Chamberlain
29 maart

| 1 | 2 | 3 | 4 | 5 | 6 | 7 | 8 | 9 | 10 | 11 | 12 | 13 | 14 | 15 | 16 | 17 | 18 | 19 | 20 | 21 | 22 | 23 | 24 | 25 | 26 | 27 | 28 | 29 | 30 | 31 |
| - | - | - | - | - | - | - | - | - | -- | -- | -- | -- | -- | -- | -- | -- | -- | -- | -- | -- | -- | -- | -- | -- | -- | -- | -- | -- | -- | -- |

### 1 maart
- Bunky Green (89), Amerikaans jazzsaxofonist[1]
- Tim Kruger (Marcel Bonn) (44), Duits acteur en  pornofilmregisseur[2]
- Tullio Lanese (78), Italiaans voetbalscheidsrechter[3]
- Joey Molland (77), Brits gitarist en singer-songwriter[4]
- Sim Noordhof (77), Nederlands dirigent[5][6]
- Angie Stone (63), Amerikaans zangeres[7]
- Jack Vettriano (Jack Hoggan) (73), Brits kunstschilder[8]

### 2 maart
- Dieuwertje Blok (67), Nederlands presentatrice[9]
- Jos Dijkstra (80), Nederlands voetballer[10]
- Wim van den Heuvel (96), Nederlands acteur[11]
- Rick Kiefer (85), Amerikaans jazztrompettist[12]
- Krish Nannan Panday (96), Surinaams politicus[13]
- Marianne Noble (Marian Vroege) (78), Nederlands zangeres[14]
- Cora Ringelberg (60), Nederlands choreografe[15]
- Bernhard Vogel (92), Duits politicus[16]

### 3 maart
- Sonny Arguinzoni (85), Amerikaans pinksterchristen[17]
- Eleonora Giorgi (71), Italiaans actrice[18]
- Jean-Marie Londeix (92), Frans saxofonist[19]

### 4 maart
- Roy Ayers (84), Amerikaans muzikant[20]
- Jean-Louis Debré (80), Frans politicus[21]
- Judith de Leeuw (88), Nederlands diskjockey[22]
- Joe Nickell (80), Amerikaans wetenschapper[23]
- Lucien Van Acker (96), Belgisch historicus en heemkundige[24]

### 5 maart
- Pamela Bach (Pamela Ann Weissenbach) (61), Amerikaans actrice[25]
- Sandra Harding (89), Amerikaans filosofe[26]
- Olivier Jansen (65), Nederlands televisieregisseur en -producent[27]
- Friso Meeter (89), Nederlands advocaat-curator en politicus[28]
- Pavel Staněk (97), Tsjechisch componist en dirigent[29]
- Fred Stolle (86), Australisch tennisser[30]
- Alex Wilequet (96), Belgisch acteur[31]

### 6 maart
- Meredith Belbin (98), Brits wetenschapper[32]
- Rudolf Pierik (88), Nederlands hoogleraar en wijnboekenschrijver[33]

### 7 maart
- Ella Constantinescu-Zeller (91), Roemeens tafeltennisster[34]
- Luís Carlos Galter (77), Braziliaans voetballer[35]
- Brûni Heinke (84), Nederlands actrice[36]

### 8 maart
- Philippe Bär (96), Nederlands bisschop en monnik[37]
- Mathieu Bierkens (92), Belgisch burgemeester[38]
- Johannes Lützen Bouma (90), Nederlands econoom en hoogleraar[39]
- Simonne Creyf (78), Belgisch politica[40]
- Athol Fugard (92), Zuid-Afrikaans auteur[41]
- L.J. Smith (Lisa Jane Smith) (66), Amerikaans schrijfster[42]
- Brian Waites (85), Brits golfer[43]

### 9 maart
- Monique Dorsel (94), Belgisch actrice[44][45]
- Guurtje Leguijt (63), Nederlands schrijfster[46]
- Richard McTaggart (89), Brits bokser[47]
- Akinori Nakayama (82), Japans turner[48]
- Yola Ramírez (90), Mexicaans tennisspeelster[49]

### 10 maart
- Stanley R. Jaffe (84), Amerikaans filmproducent[50]
- Stedman Pearson (60), Brits zanger[51]

### 11 maart
- G.J. van Bork (89), Nederlands literatuurwetenschapper[52]
- Norair Nurikyan (76), Bulgaars gewichtheffer[53]
- Cocoa Tea (Calvin George Scott) (65), Jamaicaans muzikant[54]

### 12 maart
- Bruce Glover (92), Amerikaans acteur[55]
- Walter Schwimmer (82), Oostenrijks politicus[56]

### 13 maart
- Sofia Goebaidoelina (93), Russisch componiste[57]
- Lucien Suykens (81), Belgisch politicus[58]

### 14 maart
- Trins Snijders (89), Nederlands actrice[59]
- Dag Solstad (83), Noors schrijver en dramaturg[60]

### 15 maart
- Doris Fitschen (56), Duits voetbalspeelster[61]
- Wings Hauser (77), Amerikaans acteur[62]
- Herman Nijhof (75), Nederlands fotograaf[63]
- Jan Versteegt (72), Nederlands weerman[64]
- Slick Watts (73), Amerikaans basketballer[65]

### 16 maart
- Émilie Dequenne (43), Belgisch actrice[66]
- Rob de Nijs (82), Nederlands zanger en acteur[67]
- Kees Tamboer (85), Nederlands journalist[68]
- Dik Wolfson (91), Nederlands econoom en politicus[69]
- Jesse Colin Young (Perry Miller) (83), Amerikaans zanger en songwriter[70]

### 17 maart
- Lee Shau Kee (97), Chinees zakenman[71]

### 18 maart
- Harold Biervliet (84), Surinaams-Nederlands musicus[72]
- Paul Cremona (79), Maltees bisschop[73]
- Sonia Garmers (92), Curaçaos schrijfster[74]
- Rob van der Heijden (79), Nederlands politicus[75]
- Jaap Korevaar (102), Nederlands wiskundige[76]
- Rim Sartori (Riemada Panhuijsen) (91), Nederlands schrijfster en dichteres[77]
- Gerritjan van Oven (76), Nederlands jurist en politicus[78]

### 19 maart
- Gyula Véber (95), Hongaars-Nederlands musicoloog en filoloog[79]

### 20 maart
- Witold Fokin (92), Oekraïens politicus[80]
- Christine de Grancy (82), Oostenrijks fotografe[81]
- Eddie Jordan (76), Iers autocoureur en ondernemer[82]
- Francis Matthey (82), Zwitsers politicus[83]
- Paul Peeters (78), Belgisch acteur[84][85]

### 21 maart
- Filiz Akın (82), Turks actrice, schrijfster en televisiepresentatrice[86]
- George Foreman (76), Amerikaans bokser[87]
- Giancarlo Guerrini (85), Italiaans waterpolospeler[88]
- Theo Kingma (58), Nederlands fotograaf[89]
- Filippo Maria Pandolfi (97), Italiaans politicus[90]
- Larry Tamblyn (82), Amerikaans zanger[91]

### 22 maart
- Xavier Le Pichon (87), Frans geofysicus[92]
- Dennis McDougal (77), Amerikaans auteur[93]
- Rolf Schimpf (100), Duits acteur[94]

### 23 maart
- Bram Biesterveld (86), Nederlands acteur[95]
- Geoffrey Nyarota (74), Zimbabwaans journalist en schrijver[96]
- Toru Terasawa (90), Japans atleet[97]

### 24 maart
- Fritz Streletz (98), Duits generaal en auteur[98]

### 25 maart
- Juan Aguilera (63), Spaans tennisser[99]
- Denis Arndt (86), Amerikaans acteur[100]
- Andrew Cohen (69), Amerikaans spiritueel leraar[101]
- Floor-Renée Masselink (50), Nederlands actrice[102]
- Alexander Ollongren (96), Nederlands theoretisch sterrenkundige en informaticus[103]
- Cyrill Ramkisor (91), Surinaams minister en ambassadeur[104]
- Gerrit van de Weerthof (86), Nederlands voetballer[105]

### 26 maart
- Leo Boudewijns (93), Nederlands ondernemer, schrijver en radiopresentator[106]
- David Childs (83), Amerikaans architect[107]
- Nicholas Kynaston (83), Brits concertorganist[108]
- Christa Laetitia Deeleman-Reinhold (94), Nederlands arachnologe[109]
- Dick Verkijk (95), Nederlands journalist en  publicist[110]

### 27 maart
- Loretta Schrijver (68), Nederlands nieuwslezeres en presentatrice[111]

### 28 maart
- Alfredo (Alfredo Mostarda Filho) (78), Braziliaans voetballer[112]
- Young Scooter (Kenneth Edward Rashad Bailey) (39), Amerikaans rapper [113]

### 29 maart
- Ken Bruen (74), Iers schrijver[114]
- Richard Chamberlain (90), Amerikaans acteur[115]

### 30 maart
- Enrique Bátiz Campbell (82), Mexicaans dirigent en pianist[116]
- Sales Kleeb (95), Zwitsers componist, muziekpedagoog, dirigent en trompettist [117]
- Roselore Sonntag (91), Duits turnster en turntrainer[118]

### 31 maart
- Arie Berkulin (85), Nederlands beeldhouwer[119]
- Yves Boisset (86), Frans film- en televisieregisseur[120]
- Firmin Dupulthys (80), Belgisch politicus[121]
- Willy Naessens (86), Belgisch ondernemer[122]

### Datum onbekend
- AnNa R. (Andrea Neuenhofen-Rosenbaum) (55), Duits zangeres en songwriter[123]

januari · februari · maart · april · mei · juni · juli
1900 ·
1901 ·
1902 ·
1903 ·
1904 ·
1905 ·
1906 ·
1907 ·
1908 ·
1909 ·
1910 ·
1911 ·
1912 ·
1913 ·
1914 ·
1915 ·
1916 ·
1917 ·
1918 ·
1919 ·
1920 ·
1921 ·
1922 ·
1923 ·
1924 ·
1925 ·
1926 ·
1927 ·
1928 ·
1929 ·
1930 ·
1931 ·
1932 ·
1933 ·
1934 ·
1935 ·
1936 ·
1937 ·
1938 ·
1939 ·
1940 ·
1941 ·
1942 ·
1943 ·
1944 ·
1945 ·
1946 ·
1947 ·
1948 ·
1949 ·
1950 ·
1951 ·
1952 ·
1953 ·
1954 ·
1955 ·
1956 ·
1957 ·
1958 ·
1959 ·
1960 ·
1961 ·
1962 ·
1963 ·
1964 ·
1965 ·
1966 ·
1967 ·
1968 ·
1969 ·
1970 ·
1971 ·
1972 ·
1973 ·
1974 ·
1975 ·
1976 ·
1977 ·
1978 ·
1979 ·
1980 ·
1981 ·
1982 ·
1983 ·
1984 ·
1985 ·
1986 ·
1987 ·
1988 ·
1989 ·
1990 ·
1991 ·
1992 ·
1993 ·
1994 ·
1995 ·
1996 ·
1997 ·
1998 ·
1999 ·
2000 ·
2001 ·
2002 ·
2003 ·
2004 ·
2005 ·
2006 ·
2007 ·
2008 ·
2009 ·
2010 ·
2011 ·
2012 ·
2013 ·
2014 ·
2015 ·
2016 ·
2017 ·
2018 ·
2019 ·
2020 ·
2021 ·
2022 ·
2023 ·
2024 ·
2025